# Gräfelfing
Gräfelfing er en kommune i Landkreis München (Oberbayern), i den tyske delstat Bayern.

## Geografi
Gräfelfing ligger ved den vestlige udkant at delstatshovedstaden München

### Inddeling
Ud over Gräfelfing ligger i kommunen Lochham , der indtil 1887 var en selvstændig kommune. Lochham ligger nord for motorvejen A96, mens kommunens hovedby Gräfelfing ligger syd for den.